# Tar Gabriella-Nóra
Tar Gabriella-Nóra (Nagybánya, 1977. február 17.) erdélyi magyar színház- és irodalomtörténész.

## Életútja
Középiskoláit Szatmárnémetiben, a Kölcsey Ferenc Elméleti Líceumban végezte (1995), majd a BBTE-n német–magyar szakos tanári diplomát szerzett (1999), utána ugyanott magiszteri képzésen vett részt (1999–2001). Doktori disszertációját (Gyermekszínjátszás a 18. századi Magyarországon) 2005-ben védte meg a BBTE magyar irodalomtudományi tanszékén.
2000 szeptemberétől előbb a kolozsvári Báthory István Elméleti Líceumban, majd a Gyermekpalotában tanított német nyelvet; 2002-től a BBTE Német Nyelv és Irodalom Tanszékén tanársegéd, 2005-től adjunktus. Közben a tanszék keretében működő gyermekirodalom-kutatócsoport koordinátora, a Robert Bosch Alapítvány helyi lektora, a THÉ Egyetemi Irodalmi Színpad német tagozatának szakmai irányítója.

## Munkássága
Első cikkét a kolozsvári Helikonban közölte 2000-ben. Tanulmányaiban a 18. és 19. századi magyarországi és erdélyi gyermekszínjátszás múltját kutatja. E témakörből több folyóiratban (Zeitschrift der Germanisten Rumaniens, Symbolon, Erdélyi Múzeum), valamint gyűjteményes és konferenciakötetekben közölt: 
- Theátrumi könyvecske (szerk. Egyed Emese, Kolozsvár, 2002);
- A honi színjátszás honi és európai gyökerei (szerk. Demeter Júlia, Miskolc, 2003);
- Nyelvek, szövegek, identitások. RODOSZ-tanulmányok. I. (szerk. Szabó Levente, Kolozsvár, 2003);
- Néző, játék, olvasó (szerk. Egyed Emese, Kolozsvár, 2004);
- Labor omnia vincit. Tanulmányok Tüskés Gábor 50. születésnapjára (szerk. Bretz Annamária, Csörsz Rumen István és Hegedűs Béla, Budapest, 2005);
- Ismeretség: interkulturális kapcsolatok a színház révén (szerk. Egyed Emese, Kolozsvár, 2005);
- Színházvilág – Világszínház (szerk. Czibula Katalin, Budapest, 2008).

Részt vett a Piarista iskoladrámák (Budapest, 2007) II. kötetének sajtó alá rendezésében.

## Kötetei
- Gyermek a 18. és 19. századi Magyarország és Erdély színpadjain. (Kolozsvár, 2004. Erdélyi Tudományos Füzetek)
- Deutschsprachiges Kindertheater in Ungarn im 18. Jahrhundert; LIT, Berlin–Münster, 2012 (Thalia Germanica)

## Szerkesztései
- Überlegungen zum Literaturunterricht im Bachelor-Studium des Bologna-Processes (társszerkesztők Lucia Gorgoi és Ute Michailowitsch, Kolozsvár,  2008);
- Siebenbürgische Studien zur Kinderkultur (társszerkesztő Erika Kommer, Kolozsvár, 2008);
- Felix Berner 1758-as magyarországi turnéjáról írott tanulmánya (in: Gedachtnis und Erinnerung in Zentraleuropa. Szerk. Balogh F. András és Mitterbauer Helga, Bécs, 2008);
- Árpádházi Szent Erzsébet. Magyar–német kultúrkapcsolatok Kelet-Európában (társszerkesztők Gábor Csilla és Kriecht Tamás, Bécs, 2009)
- Grenzüberschreitungen. Didaktische Anregungen durch interdisziplinäre Seminare mit deutschsprachigen Lehramtsstudierenden. Eine Dokumentation der 8. Klausenburger Konferenz zur Kinder- und Jugendkultur anlässlich des Europajahres 2009 der Kreativität und Innovation; szerk. Ute Michailowitsch, Mirona Stănescu, Tar Gabriella-Nóra; Verbum, Klausenburg, 2009
- (Dráma)szövegek metamorfózisa. Kontaktustörténetek. A 2009. június 4-7-i kolozsvári konferencia szerkesztett szövegei; szerk. Egyed Emese, Bartha Katalin Ágnes, Tar Gabriella Nóra; Erdélyi Múzeum-Egyesület, Kolozsvár, 2011